# Ентре Риос (провинција)
Ентре Риос (шп. Entre Rios) је провинција смештена на североистоку Аргентине. Према југу се граничи са провинцијом Буенос Ајрес, према западу са провинцијом Санта Фе, према северу са провинцијом Коријентес и према истоку са Уругвајем. 